# Axel Kwet

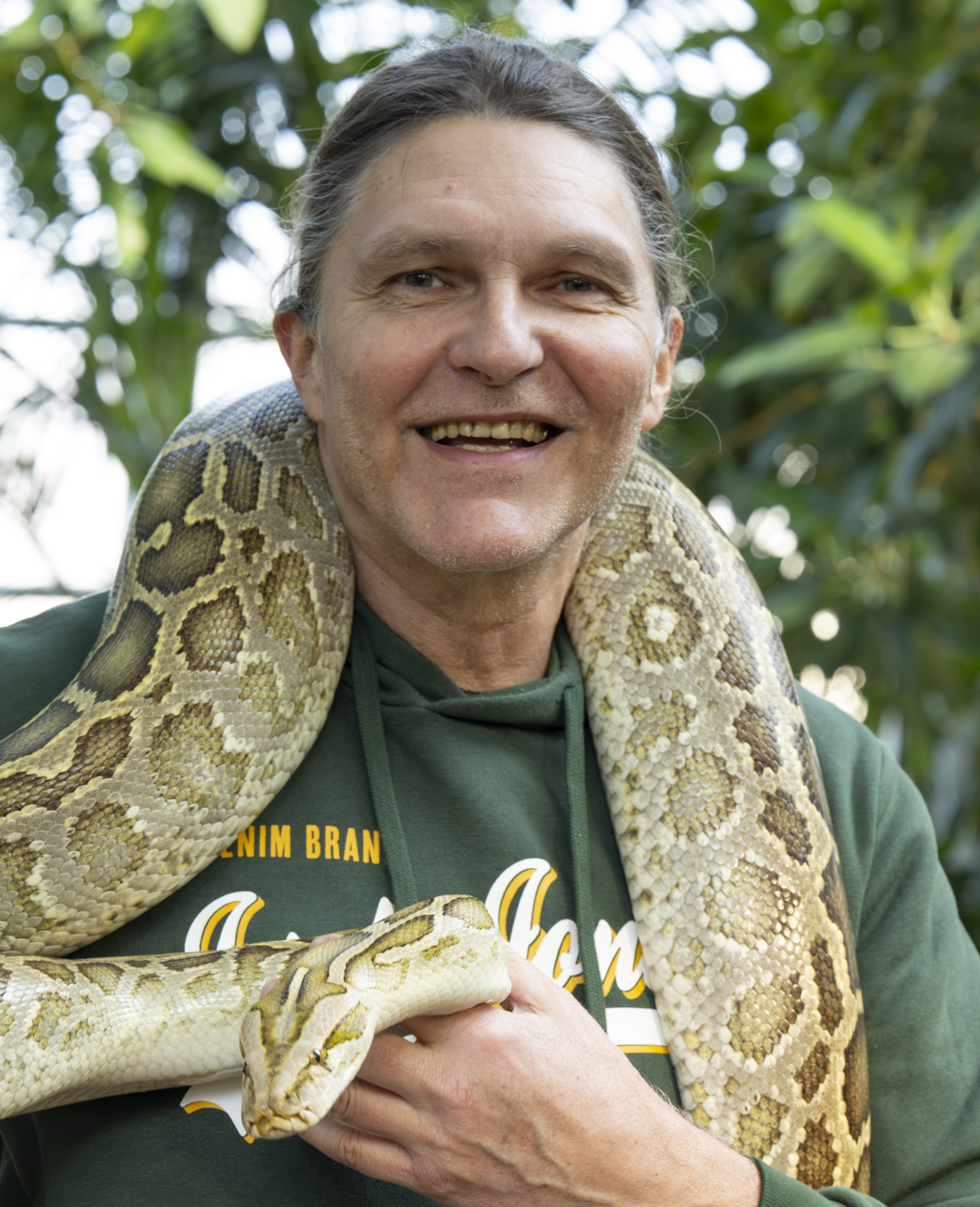
Axel Kwet (2024) mit einem Dunklen Tigerpython, Fotograf artismedia

Axel Alexander Karl Kwet (* 5. Februar 1965 in Esslingen am Neckar) ist ein deutscher Herpetologe.

## Leben
Kwet ist der Sohn eines Automobilverkäufers und war schon seit frühester Kindheit an Tieren, vor allem Amphibien und Reptilien, interessiert. Nach dem Abitur im Jahr 1984 und dem Zivildienst von 1984 bis 1986 absolvierte er bis 1993 ein Biologie-Studium an der Eberhard Karls Universität Tübingen, das er mit der Diplom-Arbeit Biologie, Ökologie und Schutz der Amphibien im NSG Federsee abschloss. Von 1994 bis 1996 war er Wissenschaftliche Hilfskraft am Institut für Landschaftsplanung und Ökologie der Universität Stuttgart und am Lehrstuhl Spezielle Zoologie an der Universität Tübingen.
1993 begann er sein Doktoratsstudium an der Eberhard-Karls-Universität in Tübingen, wobei er 1995 im Rahmen eines Kooperationsabkommen mit der Pontifícia Universidade Católica do Rio Grande do Sul (PUCRS) in Porto Alegre, Brasilien, Feldstudien im Waldschutzgebiet Pró-Mata, Rio Grande do Sul, durchführte. Im Oktober 2000 wurde er mit der Dissertation Anurengemeinschaft des Araukarienwaldes von Rio Grande do Sul: Diversität, Reproduktion und Ressourcenaufteilung zum Doktor der Naturwissenschaften an der Eberhard-Karls-Universität in Tübingen promoviert. Von 2000 bis 2002 war er wissenschaftlicher Volontär am Staatlichen Museum für Naturkunde Stuttgart. Im Jahr 2002 war er Gastdozent an der PUCRS und der Universidade de Santa Cruz do Sul (UNISC) im Bundesstaat Rio Grande do Sul, Brasilien. Von 2002 bis 2011 war er wissenschaftlicher Mitarbeiter in der herpetologischen Abteilung des Staatlichen Museum für Naturkunde Stuttgart, wo seine Hauptaufgaben die Inventarisierung der wissenschaftlichen Sammlungen und die herpetologische Forschungsarbeit waren.
In dieser Zeit war Kwet auch an der Typusinventarisierung in deutschen Naturkundemuseen im Rahmen von GBIF (Global Biodiversity Information Facility) beteiligt und als akademischer Betreuer mehrerer Diplomarbeiten über Frösche an der PUC-Universität, Porto Alegre, sowie als Teilnehmer des deutsch-brasilianischen Projekts „Mata Atlântica“ des BMBF, in Kooperation mit dem Brasilien-Zentrum der Uni Tübingen und der UFSC-Universität, Florianópolis, tätig. Von 2006 bis 2018 war er freiberuflich Redakteur und Lektor von Beiträgen in herpetologischen und terraristischen Büchern und Zeitschriften wie Reptilia, Terraria und Draco beim Natur und Tier - Verlag in Münster.
Von 2003 bis 2018 war Kwet als Vizepräsident der Deutschen Gesellschaft für Herpetologie und Terrarienkunde (DGHT) ehrenamtlich im Bereich Feldherpetologie, Arten- und Naturschutz sowie in der Schriftleitung tätig. Seit 2019 ist er hauptamtlicher Geschäftsführer der DGHT und unter anderem für die Mitgliederzeitschrift elaphe sowie (bereits seit 2006) für die regelmäßige Aktion „Reptil/Lurch des Jahres“ verantwortlich. Seine aktuellen Interessensschwerpunkte umfassen die Terraristik und die Herpetologie Europas, speziell die Biologie, Systematik und Artenvielfalt der europäischen Herpetofauna; er ist unter anderem Autor des in mehreren Auflagen erschienenen Kosmos-Naturführers „Reptilien und Amphibien Europas“. Als Feldherpetologe ist Kwet in der DGHT-AG Feldherpetologie und Artenschutz aktiv und am Aufbau von Zertifizierungskursen bei Amphibien und Reptilien im Rahmen des Projekts „Wissen – Zertifizieren – Qualifizieren für Artenvielfalt“ des bundesweiten Arbeitskreises der staatlich getragenen Umweltbildungsstätten im Natur- und Umweltschutz (BANU) beteiligt.
Seit 2003 ist Kwet Mitglied der IUCN/SSC Amphibian Specialist Group und war im Rahmen des 1. Global Amphibian Assessmentan der Evaluation der Amphibienarten Südamerika südöstlich der Anden beteiligt. Ferner ist er Mitglied bei der Societas Europea de Herpetologia (SEH) und bei der Österreichischen Gesellschaft für Herpetologie (ÖGH).
Kwets Forschungsarbeit konzentriert sich vornehmlich auf die neotropische Froschlurchfauna, insbesondere in Südbrasilien und Uruguay. Seine systematisch-taxonomischen sowie bioakustischen Untersuchungen gipfelten mehrfach in Neubeschreibungen von Arten oder in Revisionen von Artengruppen. Seit 1995 publizierte Kwet rund 100 wissenschaftliche Beiträge, die sich hauptsächlich mit der südamerikanischen, aber auch europäischen Herpetofauna beschäftigen, sowie über 500 populärwissenschaftliche Artikel herpetologischen Inhalts.
Zu Kwets Erstbeschreibungen zählen Boana stellae, Trachycephalus dibernardoi, Pseudis cardosoi, Scinax imbegue, Scinax tymbamirim, Pseudopaludicola florencei, Adenomera araucaria, Adenomera engelsi, Elachistocleis erythrogaster und Proceratophrys brauni.

## Dedikationsnamen

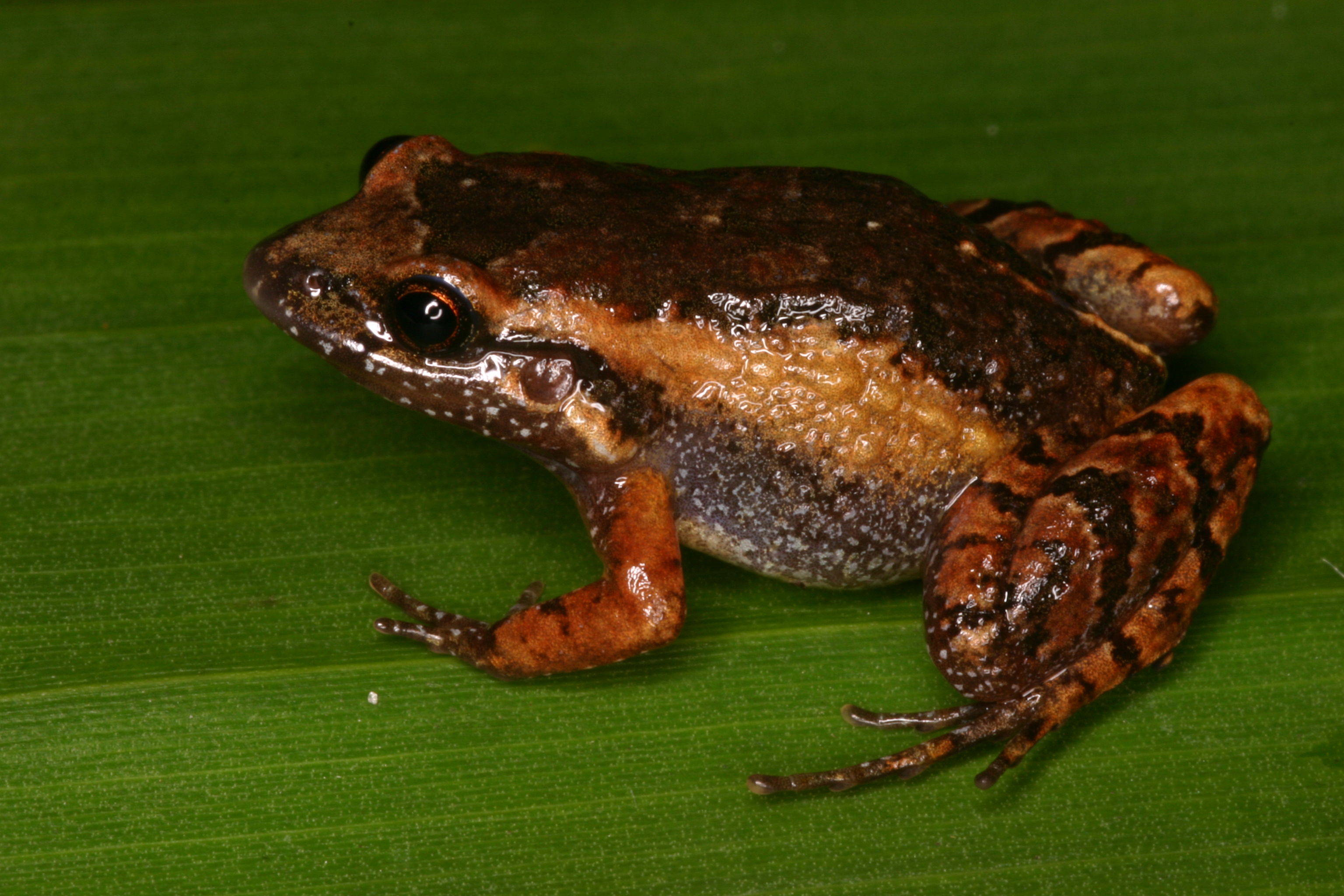
Der Pfeiffrosch Adenomera kweti wurde 2019 zu Ehren von Axel Kwet benannt

Nach Kwet ist die Pfeiffroschart Adenomera kweti Carvalho, Cassini, Taucce & Haddad, 2019 benannt.

## Schriften
- Frösche im brasilianischen Araukarienwald, 2001
- (mit Andreas Schlüter): Frösche und Co: Froschlurche – Leben zwischen Land und Wasser, 2002
- (mit Stephan Schorn): Feuersalamander, 2010
- (mit Rodrigo Lingnau und Marcos Di-Bernardo): Anfibios Amphibien Amphibians Serra Gaucha, 2010
- Reptilien und Amphibien Europas, 2005, 2010, 2015, 2022
- (mit Manfred Niekisch): Amphibien und Reptilien der Neotropis. Entdeckungen deutschsprachiger Forscher in Mittel- und Südamerika Mertensiella-Band Nr. 23, 2016
- (mit Márcio Borges-Martins, Glaucia M. F. Pontes, Roberto B. Oliveira, Marcos Di-Bernardo und Mirco Solé): Répteis Reptilien Reptiles Serra Gaúcha, 2017